# El Torbiscal
El Torbiscal es un despoblado de la provincia de Sevilla, en la comunidad autónoma de Andalucía, España, perteneciente al municipio de Utrera, en la comarca de la Campiña de Sevilla. Su población decayó desde los 120 habitantes que tenía en el año 2000 hasta los 14 habitantes con los que contaba en 2011, mientras que en 2013 fue de 10 habitantes, (INE).

## Situación geográfica
El Torbiscal tiene las coordenadas geográficas: 37°05′03″N 5°51′25″O / 37.08417, -5.85694, y está a 14 m de altitud. Se encuentra a 7 km de Los Palacios y Villafranca.
Otros núcleos de población cercanos son Guadalema de los Quintero, Trajano y El Palmar de Troya.
Los principales accesos a El Torbiscal se dan a través de la carretera nacional N-IV pues se encuentra en sus proximidades, entre Los Palacios y Villafranca y la intersección de El Palmar de Troya. También se puede acceder desde Utrera por la A-375 y desde Cabezas de San Juan por la A-471.

## Evolución de la población
La evolución de la población de El Torbiscal en los últimos años fue la siguiente:
| Gráfica de evolución demográfica de El Torbiscal entre 2000 y 2011 |
|                                                                    |
| Datos según el nomenclátor publicado por el INE.                   |

## Finca El Torbiscal
Es una finca de 1600 hectáreas de regadío y otras 1000 hectáreas de secano situada entre los términos municipales de Utrera y Los Palacios y Villafranca. En la década de los 70 y los 80 poseía una gestión modélica, dirigida por el economista José Luis Pablo Romero, quien aplicaba una gestión moderna y optimizada, con la presencia de ingenieros agrícolas y otros profesionales, así como con el uso de sistemas de riego sofisticados, avanzadas técnicas agrícolas experimentales, y modernas instalaciones ganaderas.
En esa época, su plantilla estaba próxima a los doscientos empleados fijos, número que llegaba a duplicarse con la contratación de trabajadores eventuales. La finca tenía un poblado propio con escuelas, servicio médico, economato y centros de diversión. Desde entonces y por diversos motivos, la población ha descendido de modo alarmante hasta casi desaparecer. El Cortijo de El Torbiscal ha sido declarado como parte del Patrimonio Inmueble de Andalucía por la Junta de Andalucía.
La producción agrícola de la finca es muy variada: trigo, cebada, maíz, remolacha, algodón, etc, con algunas plantaciones experimentales. La producción ganadera se centra en la cría de vacas lecheras y para carne. En la actualidad continúa siendo un modelo de explotación, en manos de la empresa José Manuel de la Cámara S.A. 